# メントン
メントン (menthone) は天然に存在する有機化合物の一種で、その分子式は C10H18O である。いくつかの立体異性体があり、l-メントン（IUPAC名 (2S,5R)-trans-2-イソプロピル-5-メチルシクロヘキサン-1-オン）が最も存在量の多い異性体である。モノテルペンに分類されるケトンで構造はメントールに類似し、そのヒドロキシ基がカルボニル基に変換されたものである。p-メンタンにカルボニル基が付加したものとも捉えられる。消防法に定める第4類危険物 第3石油類に該当する。
ミントに似た特徴的な香りを有することから、香料や化粧品に利用される。

## 存在
ペニーロイヤルやペパーミント、フウロソウ属の植物（ゼラニウム）などの精油の成分であるが、含有量は少ない。そのため、精油中から発見されたのは1891年と、初めてメントールの酸化による合成で得られた1881年よりも遅い。

## 調製
異性体混合物としては安価に得られるが、光学活性なものは高価である。実験室ではメントールのクロム酸酸化などによって得られる。

## 歴史
初めて文献に記述されたのは1881年のことで、モリヤらによるものである。その後メントールをクロム酸とともに加熱することによって合成された。
メントンは有機化学におけるひとつの大きな発見に重要な役割を果たしている。1889年、エルンスト・オットー・ベックマンはメントンを濃硫酸に溶かすと新たなケトン化合物が生成すること、そしてその生成物は原料となった化合物と大きさは等しいが逆向きの旋光度を持つことを見出した。炭素が四面体構造を持つことが知られるようになったのはこの発見から15年前のことであったが、ベックマンはカルボニル基に隣接する不斉炭素原子上の立体配置が反転したためにこの現象が起こったことを理解し、さらに、もとの不斉炭素原子が四面体から平面3配位構造のエノール型互変異性体に変化し、これを中間体として経由することによって逆向きの旋光度を持つ化合物が得られる、という機構を提唱した。これは、検出が（ほとんど）できない中間体を反応機構中に置くことによって生成物がどのようにしてできるかということを説明する理論の初期の例である。